# Voice (série télévisée)
Pour les articles homonymes, voir Voice.
Voice (hangeul : 보이스 ; RR : Boiseu) est une série télévisée de thriller policier sud-coréenne en 16 épisodes de 60 minutes, créée par Choi Jin-hee en compagnie du studio Dragon et diffusée entre le 14 janvier 2017 et 31 juillet 2021 sur le réseau OCN.
La série rencontre un assez franc succès puisqu'une 2e saison est par la suite créée en 2018, ainsi qu'une troisième en 2019 et une quatrième saison en 2021. En 2019, un remake thaïlandais est diffusé, aussi appelé Voice, et peut être visionné sur la plate-forme Netflix depuis 2020.
En France, les deux premières saisons sont diffusées sur Paramount+.

## Synopsis
Une femme en danger, effrayée, reste en contact avec Kang Kwon-joo, jeune policière spécialisée dans le profiling de voix — analysant des crimes grâce à l'audition, avant qu’elle ne soit directement et atrocement assassinée en pleine nuit. Il s’agit de l’épouse de Moo Jin-hyeok, flic surnommé « Chien fou ». La jeune policière et ce dernier tente de s’associer pour résoudre quelques meurtres…

## Distribution
Sauf indication contraire ou complémentaire, les informations mentionnées dans cette section peuvent être confirmées par la base de données Hancinema

### Acteurs principaux
- Lee Ha-na (en) (VF : Ariane Aggiage) : Kang Kwon-joo
  - Choi Myung-bin (en) : Kang Kwon-joo, jeune
- Jang Hyuk (VF : Anatole de Bodinat) : Moo Jin-hyeok (saison 1)
- Lee Jin-wook (VF : Mario Bastelica) : Do Kang-woo (saisons 2 et 3)
- Song Seung-heon : Derek Jo (saison 4)
  - Jung Hyeon-jun (en) : Derek Jo, jeune

### Acteurs récurrents
- Son Eun-seo (en) (VF : Emma Santini) : Park Eun-soo
- Baek Sung-hyun (en) (VF : Adrien Larmande) : Shim Dae-shik (saisons 1 et 3)
- Yesung (VF : Fabrice Trojani) : Oh Hyeon-ho (saison 1)
- Kwon Hyung-joong : Chun Sang-pil (saison 1)
- Oh Yoon-hong (en) : Joo Hye-jung (saison 2)
- Ahn Se-ha (en) (VF : Christophe Lemoine) : Kwak Do-ki (saison 2)
- Yoo Seung-mok (VF : Jérémy Bardeau) : Na Hong-soo (saison 2)
- Kim Woo-seok (en) (VF : Yoann Sover) : Jin Seo-yool (saison 2)
- Cha Min-ji (en) : Go Ye-ji (saison 2)
- Kwon Yul (en) (VF : Baptiste Marc) : Bang Je-soo (saisons 2 et 3)
- Park Byung-eun (en) : Kaneki Masayuki / Woo Jong-woo (saison 3)
- Lee Kyu-hyung (en) : Dong Ban-min (saison 4)
- Yoon : Han Woo-ju (saison 4)
- Lee Yi-dam : Jo Seung-ah (saison 4)
- Gil Hae-yeon (en) : Gam Jong-suk (saison 4)

### Invités
- Jeon Soo-jin (en) (VF : Audrey Sablé) : Park Bok-nim (saison 1, épisodes 1 et 2)
- Kim Jae-wook : Mo Tae-goo (saison 1, épisode 1)
- Choi Seung-hoon (en) (VF : Karl-Line Heller) : Son Ah-ram (saison 1, épisodes 2 et 3)
- Lee Joo-seung (en) (VF : Julien Portugais) : Hwang Kyung-il
- Han Bo-bae (en) (VF : Anouck Hautbois) : Park Eun-byul
- Yoon Kyung-ho (VF : Benjamin Pascal) : Pil-bae
- Yoon Ji-min (en) (VF : Marie Zidi) : Jang Gyu-ah
- Jang Hee-jung (en) (VF : Audrey Sourdive) : Baek Mi-ja (saison 2, épisodes 4 et 5)
- Park Eun-seok (en) (VF : Gauthier Battoue) : David Go (saison 2, épisodes 6 et 7)
- Lee Jung-shin : Lee Jae-il (saison 2, épisode 8)
- Jae Hee : Son Ho-min (saison 2, épisodes 8 et 9)
- Heo Sung-tae : un informateur

 Source et légende : version française (VF) sur RS Doublage et les cartons du doublage français sur Paramount+.

## Production

### Fiche technique
- Titre original : 보이스
- Titre international : Voice
- Création : Choi Jin-hee, en compagnie du studio Dragon
- Réalisation : Kim Hong-sun (ép. 1-16) et Kim Sang-hoon (ép. 3-16)
- Scénario : Ma Jin-won
- Photographie : Kang Seung-ki et Choo Kwang-jae
- Montage : Oh Sang-hwan
- Production : Kim Ryun-hee

Production déléguée : Lee Chan-ho, Choi Kwang-yong et Ma Jung-hoon
- Société de production : Content K
- Sociétés de distribution : OCN (Corée du Sud) ; Netflix (monde)
- Pays d’origine :  Corée du Sud
- Langue originale : coréen
- Format : couleur - Dolby Digital - HD 1080i
- Genres : thriller policier
- Saison : 1
- Épisodes : 16
- Durée : 60 minutes
- Dates de diffusion :
  - Corée du Sud : 14 janvier 2017 sur OCN
  - Monde : 1er mars 2020 sur Netflix

## Épisodes
1. Épisode 1 (어둠 속의 목소리 ; litt. « La voix dans le noir »)
2. Épisode 2 (힐링마마의 두 얼굴 1 ; litt. « Guérir les deux visage de maman »)
3. Épisode 3 (힐링마마의 두 얼굴 2)
4. Épisode 4 (어둠 속의 벨소리 #초콜릿 상자의 비밀 1 ; litt. « Sonneries dans le noir # Boîte secrète de chocolat »)
5. Épisode 5 (어둠 속의 벨소리 #초콜릿 상자의 비밀 2)
6. Épisode 6 (쓰레기집의 비밀 #벽속의 눈동자 1 ; litt. « Secrets de la maison à ordures # Œil dans le mur »)
7. Épisode 7 (쓰레기집의 비밀 #벽속의 눈동자 2)
8. Épisode 8 (쓰레기집의 비밀 #벽속의 눈동자 3)
9. Épisode 9 (쓰레기집의 비밀 #벽속의 눈동자 4)
10. Épisode 10 (악마의 속삭임 1 ; litt. « Murmures du diable »)
11. Épisode 11 (악마의 속삭임 2)
12. Épisode 12 (지옥으로부터 온 전화 ; litt. « Un appel de l'enfer »)
13. Épisode 13 (마왕의 탄생 1 ; litt. « Naissance du Démon »)
14. Épisode 14 (마왕의 탄생 2)
15. Épisode 15 (마지막 골든타임을 위하여 1 ; litt. « Pour le dernier « Golden Time » »)
16. Épisode 16 (마지막 골든타임을 위하여 2)